# 特别名胜

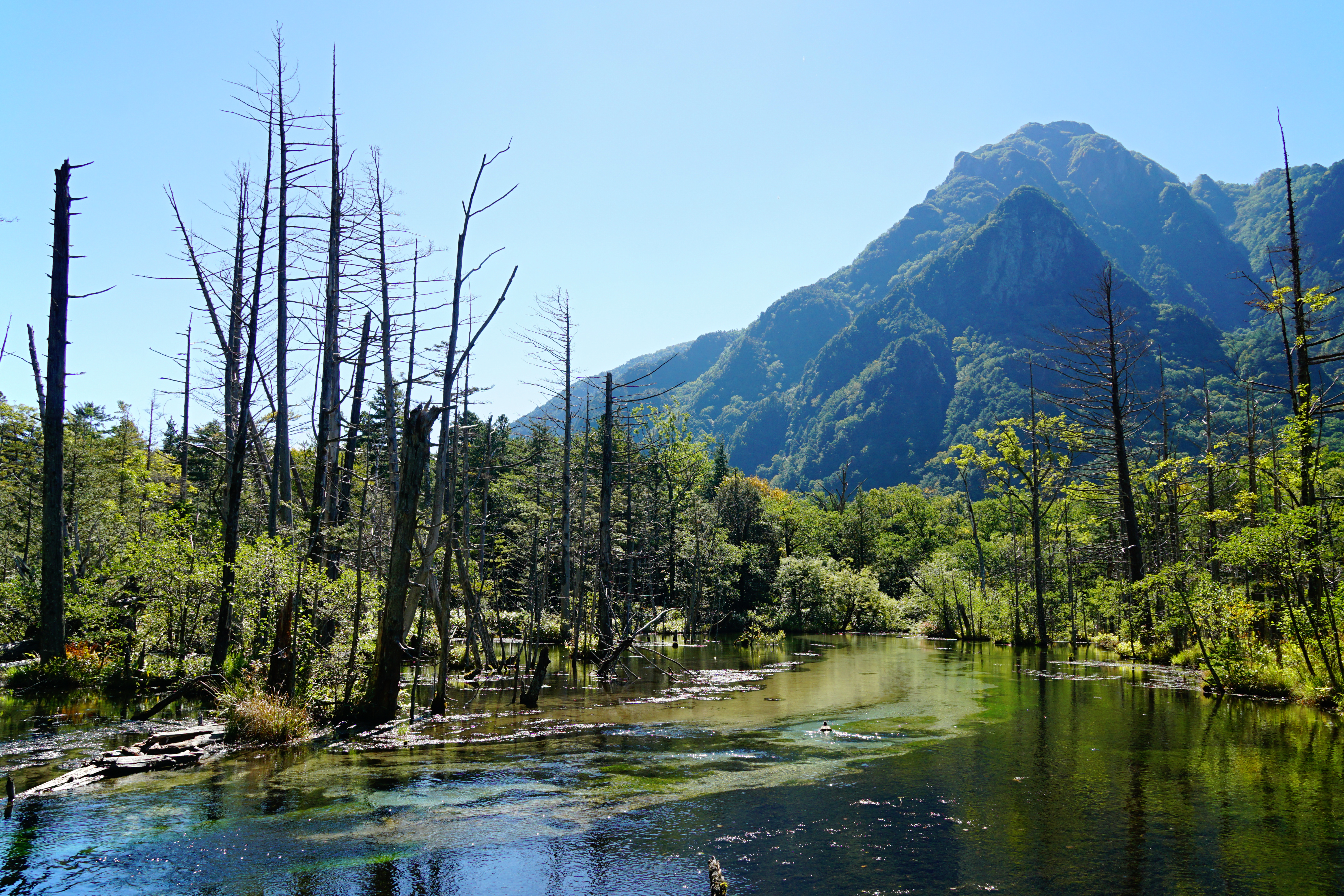
日本特别名胜之一，上高地

特别名胜（日语：特別名勝）是指日本政府根据1950年（昭和25年）制订的《文化财保护法》第109条第2项的规定，由文部科学大臣所指定的庭园、桥梁、峡谷、海滨、山岳等艺术价值或观赏价值较高的名勝。根據2015年（平成27年）10月的統計，列於名單中的風景名勝共有36處，分佈位置涵蓋日本全國各地。

## 特別名勝一覽
北海道、東北地方
1. 十和田湖及奧入瀨溪流：同時也被列於天然紀念物名單
2. 毛越寺庭園
3. 松島：日本三景之一

關東地方
1. 六義園
2. 小石川後樂園：同時也被列於特別史蹟名單
3. 舊濱離宮庭園：特別史蹟

中部地方
1. 御岳昇仙峽
2. 上高地：特別天然紀念物
3. 富士山
4. 黑部峽谷暨猿飛及奧鐘山（日语：奥鐘山）：特別天然紀念物
5. 兼六園：日本三名園之一
6. 一乘谷朝倉氏庭園

近畿地方
1. 天橋立：日本三景之一
2. 大仙院（日语：大仙院）書院庭園：史蹟
3. 大德寺方丈庭園：史蹟
4. 鹿苑寺庭園：特別史蹟
5. 龍安寺方丈庭園：史蹟
6. 慈照寺庭園：特別史蹟
7. 法金剛院青女瀧暨五位山（法金剛院青女滝 附 五位山）
8. 天龍寺庭園：史蹟
9. 二條城二之丸庭園
10. 金地院庭園
11. 本願寺大書院庭園：史蹟
12. 西芳寺庭園：史蹟
13. 醍醐寺三寶院庭園：特別史蹟
14. 淨瑠璃寺庭園：史蹟
15. 平城京左京三條二坊宮跡庭園（日语：平城京左京三条二坊宮跡庭園）：特別史蹟
16. 平城宮東院庭園
17. 瀞八丁（日语：瀞八丁）：天然紀念物

中國、四國地方
1. 岡山後樂園：日本三名園之一
2. 三段峽
3. 嚴島：日本三景之一，特別史蹟
4. 栗林公園

九州、沖繩地方
1. 虹之松原（虹の松原）
2. 溫泉岳
3. 識名園